# Giovanni Battista e Giuseppe Epis
Giovanni Battista Epis (Gavarno, 25 novembre 1829 – Bergamo, 1880) è stato un pittore italiano, intraprese la carriera artistica con il gemello Giuseppe.

## Biografia
Giovanni Battista e Giuseppe Epis, nacquero con parto gemellare da Giacomo e Annamaria Cortesi a Gavarno il 25 novembre 1829. Entrarono in giovane età presso l'Accademia Carrara di Bergamo per seguire i corsi di pittura. Fu Giuseppe Diotti e l'allora direttore dell'accademia Enrico Scuri ad accogliere con entusiasmo i due gemelli:' "una felicissima disposizione per l'arte pittorica.

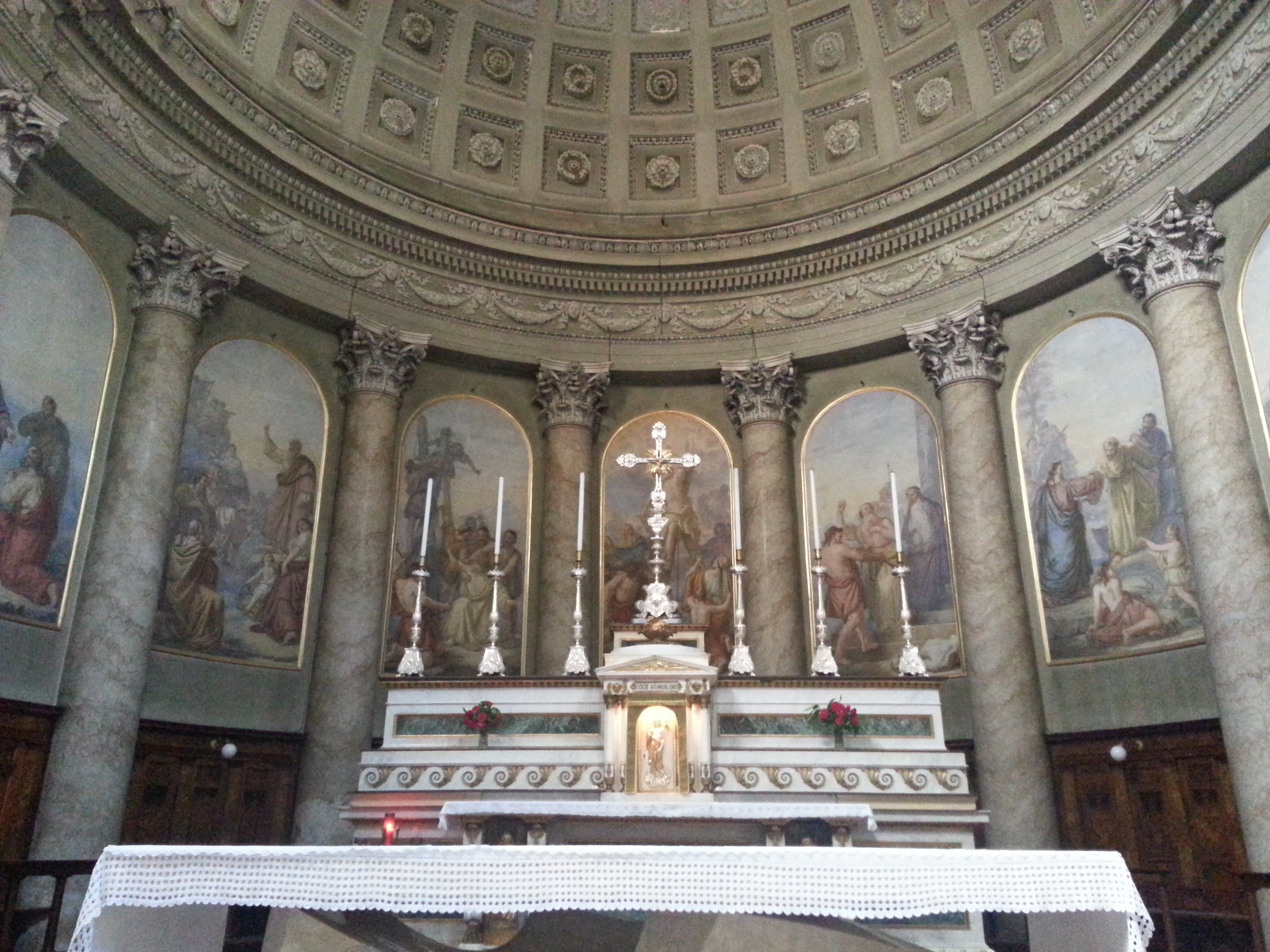
Storie della vita di Sant'Andrea-Chiesa di Sant'Andrea

### Giuseppe
Giuseppe ebbe una vita artistica parallela al gemello, tanto che è possibile che le primi commissioni siano state eseguite a quattro mani. Dei primi anni restano i lavori conservati in accademia: Testa di Napoleone del Canova, Guerriero combattente sotto una roccia, Martirio dei fratelli Maccabei, Morte di Gesù, Mosè trasportato dagli angeli, Fanciullo in attesa di osservare, Assunzione di Maria disegno preparatorio per la chiesa di San Vittore di Grumello del Piano, Sacra famiglia e Educazione della Vergine, ma il suo primo lavoro eseguito su committenza è del 1952 con la decorazione della volta eseguita con il fratello.
Nel 1855 il suo disegno preparatorio per la parrocchia di santa Maria Assunta di Rosciate Allegoria del primo peccato colla Redenzione verrà esposto in accademia e eseguito nel 1858. Molte sue opere non sono reperibili. Non si conosce la data di morte, che avvenne in età giovanile, viene infatti indicato già morto del 1863.

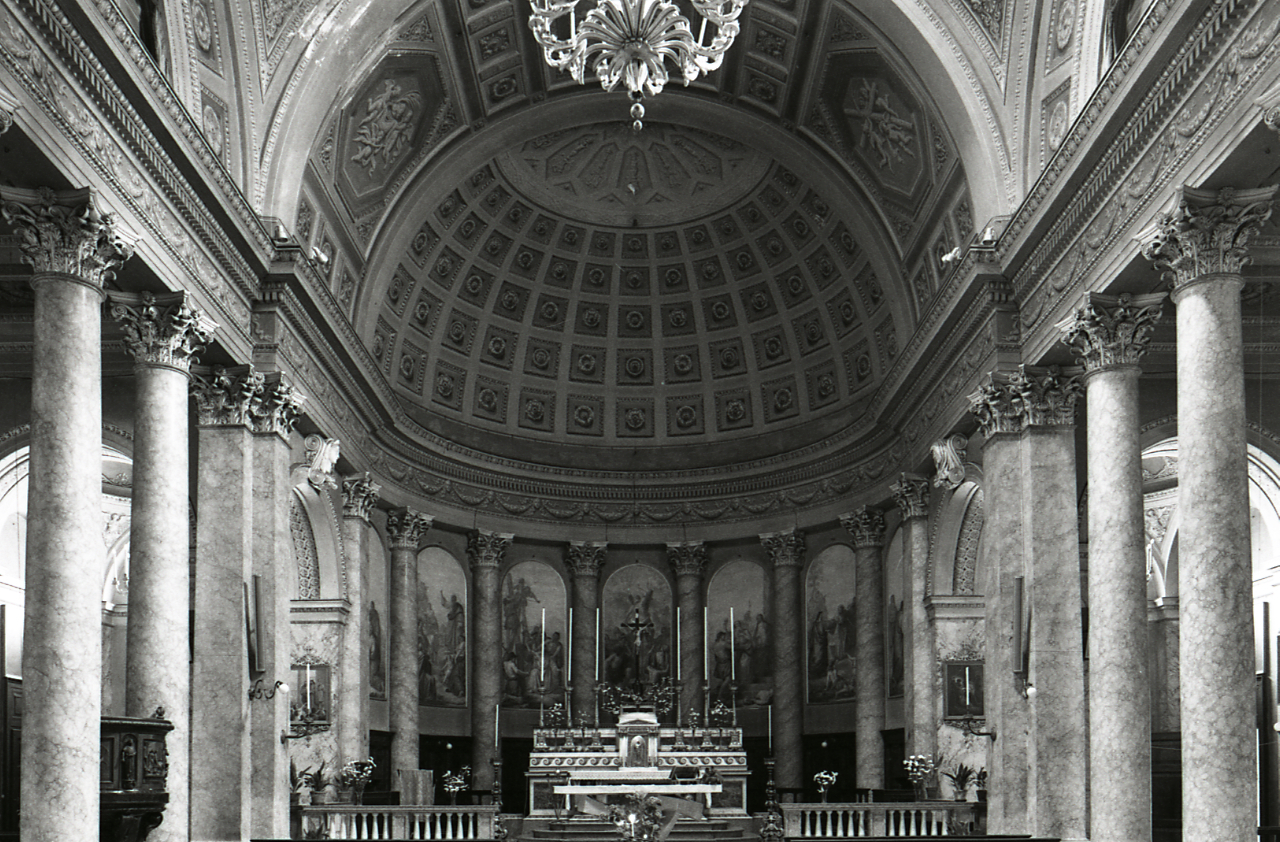
Paolo Monti - Abside con le tele di Giovanni Battista Epis: Storie della vita di Sant'Andrea

### Giovanni Battista
Tra i due fratelli il più dotato pare che fosse Giovanni Battista a cui fu assegnato più di un premio a fine corso. Il primo anno fu premiato il suo dipinto Gladiatore combattente e  Narciso al fonte ottenne il premio l'anno successivo, tanto da essere segnalato a vari committenti cittadini per lavori da eseguirsi nelle chiese locali. I primi premi gli furono assegnati nel 1847 per la scuola di Nudo, delle statue e per un saggio compositivo. La prima committenza la ricevette nel 1850 per la chiesa di Villa di Serio eseguita con il fratello e terminato nel 1952, a cui seguiranno altri lavori anche di caratteri privato. L'artista si affermò per la sua capacità pittorica di saper trovare un equilibrio di sintesi tra la raffigurazione classica e quella narrativa, inserendo nelle sue opere molti particolari narrativi.
Giovanni Battista Epis visse a Bergamo dove morì nel 1880.

## Opere

### Opere di Giuseppe Epis
- Allegoria del primo peccato colla Redenzione chiesa si Santa Maria Assunta Rosciate, 1858;
- Martirio di Santo Stefano chiesa di Santo Stefano Villa di Serio
- Crocifissione e san Giovanni Nepomuceno per la chiesa di Sant'Anna di Bergamo, 1857; poi conservato nell'oratorio del Borgo di Sant'Anna;
- Profeti chiesa di Sant'Anna, 1857;

#### Opera di Giovanni Battista Epis
- Martirio di Santo Stefano chiesa di Santo Stefano Villa di Serio
- Morte di Socrate commissionati dall'avvocato Filippo Tossi
- Tre ritratti sempre su commissione dell'avvocato Tossi;
- Fuga in Egitto e Presentazione al tempio Chiesa della Beata Vergine Immacolata e San Vittore Grumello del Piano, 1953;
- Testa di vecchio rappresentante Diogene  studio di lavoro
- San Giuseppe con Bambino, santa Teresa, san Francesco e san Luigi chiesa di Santo Stefano; Villa di Serio; 1954;
- Ritratto di don Amadio Mandelli
- Ritratto del parroco Celso Lettieri
- Battesimo di Gesù 1858[5]
- Proclamazione del dogma dell'Immacolata concezione chiesa di Santa Maria Immacolata delle Grazie, 1861, da considerarsi il suo più grande lavoro, che fu anticipato da una prova eseguita nella chiesa di Grumello del Piano;[6]
- Vita di san Bartolomeo e Gloria del santo chiesa parrocchiale dei Santi Bartolomeo e Martino, Casalpusterlengo;
- Episodi della vita di sant'Andrea nell'abside della chiesa di Sant'Andrea Bergamo, 1865;[7][8]
- Cacciata dei marcati dal tempio, controfacciata della chiesa di Santa Maria Immacolata delle Grazie, 1867;
- Assunzione della Vergine, controfacciata della chiesa di Santa Maria Assunta